# Uh May
Uh May är en ort i Mexiko.   Den ligger i kommunen Felipe Carrillo Puerto och delstaten Quintana Roo, i den östra delen av landet, 1 200 km öster om huvudstaden Mexico City. Uh May ligger 11 meter över havet och antalet invånare är 480.
Terrängen runt Uh May är mycket platt. Runt Uh May är det mycket glesbefolkat, med 4 invånare per kvadratkilometer. Närmaste större samhälle är Felipe Carrillo Puerto, 17,9 km norr om Uh May. I omgivningarna runt Uh May växer i huvudsak städsegrön lövskog.